# Кашине Кроче-Бартала (Асти)
Кашине Кроче-Бартала је насеље у Италији у округу Асти, региону Пијемонт.
Према процени из 2011. у насељу је живело 15 становника. Насеље се налази на надморској висини од 173 м.